# Kąt znoszenia
Kąt znoszenia, derywacja – kąt zawarty między osią podłużną statku powietrznego a kierunkiem jego rzeczywistej drogi względem Ziemi. Kąt ten jest miarą znoszenia statku powietrznego przez boczny wiatr.